# John Stephen Akhwari
John Stephen Akhwari (né en 1938 ou 1942 à Mbulu en Tanzanie) est un athlète tanzanien (1,60 m pour 50 kg) qui a participé aux Jeux olympiques d'été de Mexico en 1968.  Il est connu pour y avoir achevé le marathon bien que grièvement blessé au genou pendant la course, terminant dernier en 3 h 25 min 27 s, soit 1 h 4 min 50 s 6 après le vainqueur, l'Éthiopien Mamo Wolde (qui a terminé en 2 h 20 min 26 s). 

## Le marathon de Mexico
Après un peu plus de 20 km de course, il est tombé et s'est gravement blessé le genou droit. Il s'est fait bander la jambe, puis a continué, en boitant, en s'arrêtant parfois pour marcher, puis en reprenant sa course.
Il était un peu plus de 19 heures lorsque John Stephen Akhwari entra dans le stade. Les derniers spectateurs, qui se préparaient à partir, eurent leur attention retenue par des sirènes de police et des flashs. À ce moment-là, John Stephen Akhwari passe le tunnel. Lorsqu'il franchit la ligne d'arrivée, la jambe bandée et sanguinolente, les quelques spectateurs restés dans le stade l'acclamèrent autant qu'ils le purent. 
Plus tard, alors qu'un journaliste lui demanda pourquoi il n'avait pas abandonné, il a répondu : « Mon pays ne m'a pas envoyé à Mexico pour commencer la course, mais pour la finir ».

## Après les jeux
Akhwari a continué à courir pendant 10 ans après ces jeux. Il a terminé 5e du marathon des jeux du Commonwealth en 1970.
Son nom a été donné à une organisation chargée d'aider les athlètes tanzaniens se préparant aux Jeux olympiques. 
Il a été invité aux Jeux olympiques d'été de Sydney en 2000.
Il a été choisi pour porter la flamme olympique en avril 2008 lors de l'étape tanzanienne du relais de la torche des Jeux de Pékin.